# Charango
Charango je trzalački glazbeni instrument s deset žica iz porodice lutnji, sličan gitari. Raširen je na području Južne Amerike. Postoje mnoge priče kako je nastao charango. Najpoznatija je da su Španjolci zabranili domorocima da prakticiraju instrumente svojih predaka, pa je charango bio uspješan pokušaj pravljenja lutnje koja bi se mogla sakriti ispod odjeće. Vjeruje se da je charango nastao u 18. stojeću negdje u Andama, modernog grada Potosí, Los Andes. Na charangu se uglavnom svira narodna glazba uz pratnju gitare.

##### Štim charanga
Charango je normalno naštiman u jednoj oktavi, to jest sve žice su u jednoj oktavi. Štim ide gg cc eE aa ee. No postoje mnoge iznimke u broju žica i normalnog štima.